# ベルナルト・L・フェリンハ
ベルナルト・ルカス・フェリンハ（Bernard Lucas "Ben" Feringa, オランダ語発音: [ˈbɛrnɑrt ˈlykɑs ˈbɛn ˈfeːrɪŋɣaː], 1951年5月18日 - ）は、オランダの化学者である。有機合成化学、特に分子ナノテクノロジー、 均一系触媒を専門としている。
フローニンゲン大学 Stratingh化学研究所で分子科学のヤコブス・ファント・ホッフ特別教授であり、大学の教授であり、オランダ王立芸術科学アカデミー科学部門長も務める。
「分子マシンの設計と合成」が評価され、ジャン＝ピエール・ソヴァージュ、フレイザー・ストッダートと共に、2016年ノーベル化学賞を受賞した。

## キャリア
ドレンテ州エメン出身。フローニンゲン大学で化学を学び、1978年にPh.D.を取得した。シェルに入社し、オランダとイギリスで研究員として従事した後、1984年に母校で有機化学の講師となり、1988年から教授に就任した。

### 研究
1990年代、世界で最初の一方向に回る光駆動分子モータや、後に電気的インパルスによって駆動する分子自動車（いわゆるナノカー）の功績を遺した。
初期に光学特性分子スイッチを提出し、その後も彼の研究グループは各種分子スイッチの開発を行った。

### 指導生徒
これまで100人以上のPhD生徒を指導している。

### 評価
2016年現在、30以上の特許を保有し、650回以上の査読論文を発表しており、3万回以上引用されh指数は90以上である。

## 会員
- アメリカ芸術科学アカデミーの外国人名誉会員
- オランダ王立芸術科学アカデミー 科学部門長
- オランダテクノロジー・イノベーションアカデミー会員
- アメリカ化学協会メンバー
- オランダ王立化学協会メンバー
- イギリス王立化学会フェロー
- イギリス王立協会外国人会員

## 受賞歴
- Pino Gold Medal (イタリア化学協会から） (1997)
- Novartis Chemistry Lectureship Award (2000-2001)
- ケルバー欧州科学賞(2003)[11]
- Arun Guthikonda Memorial Lecture & Award[12] (コロンビア大学) (2003)
- スピノザ賞 (2004)[13]
- プレローグ・メダル(2005)[14]
- Solvias Ligand contest award (スイス, 2005)
- James Flack Norris Award (アメリカ化学会 2007)[15]
- パラケルスス賞 (スイス化学協会 2008 )[16]
- 上級助成金 (欧州研究会議 (ERC) 2008)[17]
- キラリティーメダル (イタリア化学会 2009)[18]
- Organic Stereochemistry Award(王立化学会 2011)[19]
- アレクサンダー・フォン・フンボルト賞 (2012)[20]
- Grand Prix Scientifique Cino del Duca (フランス科学アカデミー 2012)[21]
- Lily European Distinguished Science Award (2013)
- RSC Award for distinguished service (王立化学会, 2013)
- Maria Sklodowska-Curie MedailleとJedrzej Sniadecki Medaille (ポーランド化学協会 2013)[22]
- 名古屋メダル(MSD生命科学財団 2013)[23][24]
- Yamada-Koga prize(微生物化学研究会 2013)[25][26]
- Arthur C. Cope Scholar Award(2015)[27][28]
- Netherlands Catalysis and Chemistry Award 2015[29]
- Chemistry for the Future Solvay Prize 2015[30][31]
- 欧州研究会議(ERC）上級助成金（分子モーター）[32]
- テトラヘドロン賞(2016） [33]
- アウグスト・ヴィルヘルム・フォン・ホフマン・メダル（2016）
- ノーベル化学賞（2016） [34]
- センテナリー賞（2017）